# FIRA Women's European Championship 2012
El FIRA Women's European Championship (Campeonato Europeo Femenino) de 2012 fue la decimoctava edición del torneo femenino de rugby oficial en Europa. La selección inglesa resultó campeona.

## Equipos participantes
- Selección femenina de rugby de España
- Selección femenina de rugby de Francia
- Selección femenina de rugby de Inglaterra
- Selección femenina de rugby de Italia

## Resultados
| Pos. | Equipo     | Encuentros | Encuentros | Encuentros | Encuentros | Tantos  | Tantos    | Tantos     | Puntos Totales |
| Pos. | Equipo     | jugados    | ganados    | empatados  | perdidos   | a favor | en contra | diferencia | Puntos Totales |
| ---- | ---------- | ---------- | ---------- | ---------- | ---------- | ------- | --------- | ---------- | -------------- |
| 1    | Inglaterra | 3          | 3          | 0          | 0          | 122     | 33        | +89        | 15             |
| 2    | Francia    | 3          | 2          | 0          | 1          | 107     | 71        | +56        | 11             |
| 3    | Italia     | 3          | 1          | 0          | 2          | 81      | 57        | +24        | 6              |
| 4    | España     | 3          | 0          | 0          | 3          | 6       | 176       | -169       | 0              |

### Resultados
| 13 de abril | Inglaterra | 61 - 0 | España |  |  |

| 13 de abril | Italia | 19 - 22 | Francia |  |  |

| 16 de abril | Francia | 60 - 3 | España |  |  |

| 16 de abril | Italia | 8 - 32 | Inglaterra |  |  |

| 19 de abril | Inglaterra | 29 - 25 | Francia |  |  |

| 19 de abril | Italia | 54 - 3 | España |  |  |

| Bandera de Inglaterra |
| Campeón Inglaterra    |
| Quinto título         |